# الاچ
الاچ (به انگلیسی: Aloch) یک منطقهٔ مسکونی در پاکستان است که در خیبر پختونخوا واقع شده‌است.